# Kung Fu Kids
Kung Fu Kids é uma telenovela filipina produzida e exibida pela ABS-CBN, cuja transmissão ocorreu em 2008.

## Elenco
- Jairus Aquino - Waldo "Lembot" Ramos
- Joseph Andre Garcia - Chester "Chubbs" Trinidad
- Eliza Pineda[2] - Saranelle "Sarah" Magalang
- Paul Salas - Leonardo "Uragon" De Vela
- Jane Oineza - Moiranielle "Moira" Ocampo
- Allen Dizon - Congressman Adrian Ocampo[3]
- Kian Kazemi - Teban[4]
- Arlene Muhlach - Mrs. Lydia Trinidad - mãe de Chubbs